# Piquet (militaire)
Pour les articles homonymes, voir Piquet.
Un Piquet de cavalerie ou d'infanterie est un groupe de cavaliers ou de soldats devant être prêts à partir au premier signal. Les chevaux étaient au piquet, prêts à être détachés.
Un piquet est une unité militaire qui regroupe une cinquantaine des meilleurs combattants de l'armée régulière française, grenadiers, francs-tireurs, choisis dans plusieurs régiments différents et fréquemment utilisés durant la guerre de Sept Ans en Europe et en Nouvelle-France pour les opérations spéciales. Les chasseurs à pied en Europe exécutaient aussi des missions semblables. 
Un piquet d'honneur est un détachement de soldats constitué spécialement pour un service particulier.

## Origines
Les petits groupes de soldats qui furent utilisés en dehors de ligne de bataille, à l'avant et aux côtés des lignes furent parfois appelés tirailleurs sur les champs de bataille d’Europe et de plus en plus fréquents depuis la Régence (1715-1723). Les piquets de cinquante combattants menaient aussi des opérations ponctuelles contre l'ennemi à la lisière d'une forêt, un village ou un moulin. L'amélioration des armes à feu fit qu’un soldat pouvait tirer un ou deux coups par minute, ce qui le protégeait d'une attaque à l'arme blanche, incitèrent les camps d'instruction à entraîner des piquets vers 1727. La guerre de Succession d'Autriche vit l'augmentation et le perfectionnement de l'utilisation des piquets particulièrement par Maurice de Saxe (1696-1750).  

## Battaille de Culloden
À la Bataille de Culloden en 1746, des piquets de combattants Irlandais probablement choisis parmi les brigades irlandaises exilées en France, dont les uniformes étaient rouges avec une cocarde, pour ne pas  les confondre avec les soldats britanniques, on combattus aux coté des Écossais.  
Ils furent encore plus communs durant la guerre de Sept Ans particulièrement en Nouvelle-France ou l'immensité du territoire ne permettait pas le déplacement de longs convois armés comme lors de la bataille de la Monongahela, mais avantageait les petits groupes de soldats d'élite, accompagnés de combattants ayant une connaissance du terrain et habitués à la petite guerre.

## Armée britannique
Les piquets furent également utilisés par les troupes régulières britanniques en Amérique du Nord dans des embuscades comme à la bataille de La Belle-Famille ou quatre piquets furent utilisés pour contourner l’armée franco-indienne et l'attaquer sur les flancs. Dans l'armée  britannique , le mot detachement étaient souvent utilisé à partir du xvii siecle et avait une signification semblable; il originait du verbe français détacher.

## Composition
Au XVIIIe siècle, un piquet est « un détachement de cinquante hommes dont deux sergents et un tambour, commandés par un capitaine, un premier lieutenant et un lieutenant en second » qui doit être formé dès que l'unité sort de sa garnison. Lors des combats en présence d'une compagnie de grenadiers, il doit se mettre sur la gauche en colonne et marcher en queue. Dans le cas contraire, le piquet se place sur la droite et en colonne et marche en tête.

## Rôle
Le piquet doit pouvoir être partout où cela est nécessaire et fournit des sentinelles. Devant pouvoir intervenir dès qu'il en reçoit l'ordre, le piquet ne doit pas s'écarter du camp.

## Exemples
Lors de la bataille du lac George en septembre 1755, Jean-Armand Dieskau a commandé 2 piquets de grenadiers en plus des autres combattants franco-amérindiens.
Deux ans plus tard, Louis-Joseph de Montcalm a formé et utilisé 5 piquets de 50 hommes chacun, commandés par François-Médard de Poularies lors du premier siège du fort William Henry durant l'hiver 1757; 1 piquet de grenadiers, 1 du Régiment de La Sarre, 1 du Régiment Royal-Roussillon, 1 du Régiment de Languedoc (1672) et 1 du Régiment de Béarn. Les piquets ont combattu avec les troupes de la Marine, la milice canadienne et les alliés indiens.